# José Gaspar Rodríguez de Francia
El Doctor José Gaspar Rodríguez de Francia y Velasco (6 de gener de 1766 - 20 de setembre de 1840) fou el primer dirigent del Paraguai després de la independència d'Espanya. Va governar el país sense interferències estrangeres menant una política d'aïllacionisme total des de 1814 fins a 1840.
Malgrat que el seu pare, natural de São Paulo, s'anomenava simplement García Rodríguez Francia, José Gaspar va afegir-hi el "de" al cognom per fer-se dir "Rodríguez de Francia y Velasco". Sovint, se l'anomena simplement Doctor Francia.

## Anys de formació
Nascut a Asunción, el seu pare, García Rodríguez Francia, era un oficial d'artilleria, i la seva mare, Josefa de Velasco y Yegros, estava vinculada a una distingida família paraguaiana. José Gaspar va estudiar a l'escola dels franciscans de la Recoleta i, després, a la Universitat de Córdoba, on, a més d'estudiar-hi teologia, va doctorar-s'hi en Dret civil i Dret canònic. A Asunción, va guanyar en un concurs de mèrits les càtedres d'introducció de Teologia i Llatí al col·legi Carolino, com també va exercir d'advocat.

## Presa del poder
A la seva època d'estudiant universitari a Córdoba, José Gaspar Rodríguez de Francia va començar a imbuir-se de projectes independentistes contra el domini de la corona espanyola. El 25 de maig de 1810, a Buenos Aires, capital aleshores del Virregnat del Riu de la Plata, el triomf de la Revolució va obligar el virrei a fugir. El doctor Francia va simpatitzar amb els revolucionaris fins al punt d'arribar a formar part de la Junta de Govern que van constituir, ara bé, es va distanciar dels seus companys de junta quan va plantejar la independència del Paraguai, després d'haver donat suport, en un principi, a la integració del país dins de les Províncies Unides del Riu de la Plata.
El doctor Francia, que mantenia contactes amb els revolucionaris d'Asunción des de la seva propietat a Ybiray (Trinidad), fou el principal ideòleg del pla d'independència del Paraguai dut a terme entre els dies 14 i 15 de maig de 1811, i entrà a formar part del govern provisional constituït el dia 16. Poc després, va formar part del triumvirat de la Junta Superior Governativa i del primer consolat del 1813. El 1814, va aconseguir que un Congrés el proclamés cònsol amb poders absoluts durant tres anys, i, el 1816, esdevingué dictador vitalici.
S'atribueix a Francia l'autoria de la nota del 20 de juliol de 1811 adreçada a la Junta de Buenos Aires, on afirmà el principi d'igualtat dels pobles, com també del reglament del govern aprovat al Segon Congrés Nacional (1813). Malgrat l'innegable caràcter dictatorial i despòtic del seu govern, basat en un règim de terror que exercí mitjançant la seva policia secreta, avui dia al Paraguai se'l considera Pare de la Pàtria pel fet d'haver afirmat la independència de Paraguai en contra tant d'Espanya com de la Junta de Buenos Aires, la qual aspirava a dominar tot el territori de l'antic Virregnat del Riu de la Plata que, a més de l'actual Argentina, comprenia també els Uruguai, Paraguai i Bolívia d'avui dia.

## Govern
El doctor Francia, que governà amb la col·laboració de només tres persones, va prohibir qualsevol mena d'oposició política i també va abolir la premsa i el servei de correus; va suprimir els estudis universitaris per així poder dedicar més recursos a defensar la independència del Paraguai contra Buenos Aires, que no reconeixia l'existència del Paraguai com a estat. José Gaspar Rodríguez de Francia menava una vida tan austera i frugal que, sovint, tornava al Tresor Públic la part del seu sou com a president que no s'havia gastat.
Per altra banda, amb la idea de defensar la independència del país, va imposar un estricte aïllacionisme i una economia autàrquica amb la prohibició de tota mena de comerç exterior, per així, segons ell, impedir la formació d'un deute nacional, la qual cosa li va servir per fomentar un cert desenvolupament industrial interior. Segons es desprèn del contingut d'una carta que dirigí a Simón Bolívar, el polític i eclesiàstic argentí Gregorio Funes, conegut com el Deán Funes, temia que en la guerra de les Províncies Unides del Riu de la Plata contra el Brasil pel domini de la Banda Oriental, Paraguai s'aliés amb el Brasil; en realitat, però, el doctor Francia basava la seva política exterior en la no-intervenció en els conflictes dels veïns; de fet, el 1828, havia expulsat del Paraguai el representant diplomàtic del Brasil; gràcies a aquesta neutralitat a ultrança va guanyar-se la simpatia del dictador de Buenos Aires Juan Manuel de Rosas. L'aïllacionisme del Paraguai va mantenir-se més enllà de l'època del doctor Francia fins a la fi de la Guerra de la Triple Aliança (1864-1870) en què Brasil, Argentina i Uruguai atacaren el Paraguai. Aquest conflicte l'havia incitat la Gran Bretanya, que, considerant el tancament paraguaià contrari als seus interessos comercials, sempre havia intentat desestabilitzar el país mirant de buscar-li conflictes amb els seus veïns. La indústria paraguaiana del temps del doctor Francia i els seus immediats successors no era competitiva a l'exterior; per això, d'ençà de l'obertura que seguí a 1870, aquesta indústria va començar a decaure fins a desaparèixer.
Mogut per la seva ideologia política, basada en el Contracte Social de Rousseau i en el model del govern revolucionari de Robespierre, el doctor Francia va abolir la Inquisició i va confiscar les terres de l'Església com també va autoproclamar-se cap de l'Església al Paraguai, motiu pel qual el Papa va excomunicar-lo.
José Gaspar Rodríguez de Francia, que mai no va casar-se ni va tenir cap mena de relació personal íntima, tot i haver engendrat bastants fills il·legítims, va desencoratjar el matrimoni gravant-lo amb impostos; a més, per tal de posar fi al predomini de les oligarquies criolles d'ascendència espanyola, a aquest grup els va prohibir casar-se entre ells.
Amb el pas dels anys, el seu govern va esdevenir cada cop més arbitrari i excèntric; així, va ordenar matar tots els gossos, com també tothom estava obligat a treure's el barret al seu pas, i qui no portés parret havia de dur alguna cosa que es pogués aixecar. Per això, al final se'l va tenir per boig.

## Llegat
José Gaspar Rodríguez de Francia va exercir el poder fins a la seva mort el 20 de setembre de 1840; d'entre les diverses versions sobre què se'n va fer de les seves restes -cap de les quals no demostrada- hi la que el seu cos fou llençat al riu perquè se'l mengessin els caimans. A l'estranger, tothom tenia una mala opinió sobre el seu govern, només Thomas Carlyle, un pensador reaccionari contrari a la democràcia, va justificar la dictadura del doctor Francia amb la pretesa immaduresa de la societat paraguaiana per viure en llibertat.
L'escriptor paraguaià Augusto Roa Bastos (1917-2005) és l'autor de la novel·la Yo, el Supremo (Moi, le Suprême en francès) basada en la vida del doctor Francia.